# 科斯強季尼夫卡 (巴什坦卡區)
47°21′54″N 32°16′48″E / 47.36500°N 32.28000°E
科斯強季尼夫卡（烏克蘭語：Костянтинівка），是烏克蘭的村落，位於該國南部尼古拉耶夫州，由巴什坦卡區負責管轄，始建於1782年，面積0.49平方公里，海拔高度10米，2001年人口362，人口密度每平方公里738.8人。